# TRW Ch-38M
Ch-38M – rosyjski pocisk rakietowy powietrze-ziemia, planowany następca rakiet Ch-25M i Ch-29. Za program pocisku odpowiada biuro konstrukcyjne korporacji TRW, sukcesor biura projektowego Zwiezda-Strieła.

## Historia
W 1996 roku w ulotce firmy Fazotron, producenta radaru Sokół/Żuk-MFE wśród uzbrojenia współpracującego z tym radarem pojawiła się rakieta o oznaczeniu Ch-28. W następnych latach oznaczenie te nie pojawiało się w oficjalnych informacjach dotyczących nowych rosyjskich systemów uzbrojenia. Dopiero w 2007 roku na targach MAKS 2007 wystawiono makietę pocisku i ujawniono, że ma być ona następcą pochodzących z lat 70. pocisków Ch-25M i Ch-29. Podobnie jak Ch-25M rakieta Ch-29M jest pociskiem modułowym. Występować będzie w kilku wersjach posiadających wspólny silnik rakietowy, a różniących się głowicą samonaprowadzającą (planowane są wersje naprowadzające się na cel podświetlony laserem, pasywnie termowizyjnie i oraz przy pomocy GPS) oraz rodzajem części bojowej (odłamkowo-burząca, penetrująca, kasetowa z podpociskami przeciwpancernymi). Wersja eksportowa rakiety będzie nosiła nazwę Ch-38ME
Ch-38M ma klasyczny układ aerodynamiczny. Do centralnej części kadłuba przymocowane są trapezowe skrzydła, do końca położone liniowo za skrzydłami stery. Na głowicy zamocowane są destabilizatory,. Rakieta może być dzięki składanym skrzydłom i sterom przenoszona w wewnętrznych komorach uzbrojenia samolotów i bezpilotowych aparatów latających takich jak PAK FA czy MiG Skat.
Ch-38M znajduje się prawdopodobnie w końcowym etapie prób państwowych. Próby przeprowadzane są w ośrodku doświadczalnym WWS Rosji w Achtubinsku.

## Dane taktyczno-techniczne[1]
- Długość: 4,25 m
- Średnica: 0,32-0,32 m
- Masa: 400-420 kg
- Zasięg: 20-60 km